# Gérard de Berny
Pour les articles homonymes, voir de Berny.
Gérard de Berny est un homme politique né le 18 février 1880 à Amiens, ville où il est mort le 21 décembre 1957 en son hôtel de la Rue Victor Hugo.

## Biographie
Issu d’une famille de négociants et de banquiers amiénois enrichie par la Révolution, dont le nom Deberny est modifié en de Berny par jugement du Tribunal civil d'Amiens en 1856, Gérard de Berny usait parfois du titre de comte. Cependant sa famille n’avait aucun principe de noblesse bien qu’elle se réclamait d’origine commune avec une famille amiénoise homonyme anoblie par charge, qui procura un maire d’Amiens en 1593, et dont elle avait relevé les armoiries. Une généalogie fantaisiste, publiée en 1881 par le généalogiste Drigon de Magny, tenta d’appuyer ses prétentions et pousse jusqu’à améliorer la généalogie de la famille en affirmant les Berny issus de la famille de Bernetz. Philippe du Puy de Clinchamps écrit que cette famille appartient à la grande bourgeoisie de Picardie et qu'elle remonte sa filiation au XVIIe siècle.
Exploitant agricole de profession (il a hérité de 1500 ha de terres réparties en Somme et dans l'Oise), décoré de la Croix de guerre 1914-1918, maire de Ribeaucourt en  1928, dont il possède le château, conseiller d’arrondissement pour Domart-en-Ponthieu en 1931, il devient sénateur de la Somme en janvier 1936, et siège, au Sénat, sur les bancs des non-inscrits. Le 10 juillet 1940, il vote en faveur de la remise des pleins pouvoirs au Maréchal Pétain. A la Libération, il ne retrouve pas de nouveau mandat parlementaire.
Bibliophile, collectionneur passionné, d'une personnalité narcissique (il se fait, entre autres, représenter en grandeur nature sous les traits d'Antoine de Berny, maire d'Amiens en 1593 et 1600] qui au cours de son second mandat, en qualité de maïeur, présente à Henri IV les clefs de la ville) et peu enclin aux charmes de la gent féminine, dépourvu de parents proches, il lègue la majorité de sa fortune à des œuvres, son hôtel particulier amiénois de la rue Victor-Hugo (ancien hôtel des Trésoriers de France), ainsi que ses dépendances, mobiliers et collections à la ville d'Amiens afin de fonder un musée consacré l'histoire locale picarde. Il fait aussi don à la ville du bois de Frémontiers. La Compagnie d'arc d'Amiens possédant déjà un jeu d'arc au 15 rue de Lannoy, il leur offre un second jeu d'arc situé juste derrière le premier ; il sera par la suite reçu connétable de la compagnie,.
Inhumé à Guiscard, où une fondation porte son nom, sa chapelle funéraire, de style néo-byzantin, bâtie en 1932, réalisation de l’architecte Pierre Ansart et du décorateur Gérard Ansart, est inscrite aux monuments historiques par arrêté du 8 septembre 2000.

## Décorations
- Chevalier de la Légion d'honneur en 1920[8]